# 象さんのポット
象さんのポット（ぞうさんのポット）は、かつてブッダストーンオフィスで活動していたお笑いコンビ。1983年結成。1994年解散。

## メンバー
- としゆき（本名：佐藤 利行（さとう としゆき）、1961年9月10日 - ）

岩手県出身。
- ひとし（本名：宮野 一志（みやの ひとし）、1962年8月30日 - ）

千葉県出身。

## 概説
1983年、横浜放送映画専門学院（現・日本映画大学）在学中、漫才の講義をきっかけにコンビ結成。この時の講師だった内海桂子・好江の薦めで『お笑いスター誕生!!』（日本テレビ系）に出演し、7週勝ち抜き銀賞を獲得。それまでのお笑い芸人とはまったく違う芸風が一部のお笑いマニアや業界人から支持された。
しかし時代の方が彼らに追いつかず、1994年にコンビとしての活動を休止。としゆきは、現在「時生今日人」の名で映像作家として活動中。シュールなコメディ短編を制作するコメディ映像集団「日本電脳穿隊」を主宰している。
ウッチャンナンチャンや出川哲朗は横浜放送映画専門学院での後輩にあたり、俳優・声優のいずみ尚は横浜放送映画専門学院での同期である。

## 芸風
- 『お笑いスター誕生!!』では「若者の立ち話的漫才」と紹介された。しかし、脱力的な雰囲気や、わざと咬み合わないことで生み出すシュールな笑いは、それまでの漫才には見られない新しいスタイルであり、｢不条理漫才」とも言われた。
- ボケとツッコミという役割はなく、片方のボケに対して「そういうことってあるよな」と返すなど、あえて言えば二人ともにボケであった。
- ネタ作りはとしゆきの担当で、漫才・コントなどの一般的な演芸よりも『天才バカボン』や『がきデカ』のようなギャグ漫画から影響を受けていた[1]。また、2010年の関西テレビ放送の番組『プロインタビュアー吉田豪の元○○な人々』で活動時の事を言及した際、筒井康隆の小説やいがらしみきおの漫画に影響を受けたとも語った。

## エピソード
- 『お笑いスター誕生!!』に出演した時、司会の中尾ミエから「あなた、芸名とかあるの？」と聞かれ、としゆきが「こいのぼり・かぶと」と答えていた。
- 『ウッチャンナンチャンのウリナリ!!』内のコーナー企画「ランキングキャラクターライブ」において、象さんのポットのパロディである「父さんのコップ」（南原清隆と堀部圭亮のコンビ）が登場し、注目を集めた。
- とんねるずの石橋貴明は2004年の『FNS27時間テレビ』内で放送されたコーナー『笑わず嫌い王決定戦』に出演した際、同じく出演していたおぎやはぎに対して「(おぎやはぎは)大好きです。昔、お笑いスター誕生!!に出ていた象さんのポットみたいだ。」と評した事がある。

## 出演作品
- お笑いスター誕生!!（日本テレビ）
- ニッポンテレビ大学（日本テレビ）
- ここんちプラネット（テレビ東京）
- 爆笑王誕生（日本テレビ）
- 笑売繁盛!（日本テレビ）
- プロインタビュアー吉田豪の元○○な人々（関西テレビ放送）※「としゆき」のみ出演。

## 主な受賞歴
- 『お笑いスター誕生!!』関連
  - 1984年 グランプリシリーズ 銀賞受賞
  - 1986年7月5日 第7回オープントーナメントサバイバルシリーズ 決勝進出

## 書籍
- 超日常体験報告 (1994年、出版研、ISBN 978-4879690586)
- 競馬の王道（1995年、出版研、ISBN 978-4879690623）宮野の単著。競馬を題材としたゲームブック。